# Kacgae
Kacgae è un villaggio del Botswana situato nel distretto di Ghanzi, sottodistretto di Ghanzi. Il villaggio, secondo il censimento del 2011, conta 634 abitanti.

## Località
Nel territorio del villaggio sono presenti le seguenti 3 località:
- Lokalane,
- Morgan,
- Txushe (Boko)